# Liste der Mitglieder des Sächsischen Landtags 1877/78
Diese Liste gibt einen Überblick über die Mitglieder des 17. ordentlichen Sächsischen Landtags, der vom 26. Oktober 1877 bis zum 24. Juli 1878 tagte.

## Zusammensetzung der I. Kammer

### Präsidium
- Präsident: Ludwig Eduard Victor Freiherr von Zehmen
- Vizepräsident: Franz Guido Hempel
- 1. Sekretär: Conrad Eduard Löhr
- 2. Sekretär: Richard Graf von Könneritz

### Vertreter des Königshauses und der Standesherrschaften
| Besitz oder Institution                                      | Abgeordneter | Bemerkungen |
| ------------------------------------------------------------ | --- | ----------- |
| Sächsisches Königshaus                                       | Prinz Georg |             |
| Besitzer der Standesherrschaft Königsbrück                   | August Graf Wilding von Königsbrück                                                                                      |             |
| Besitzer der Standesherrschaft Reibersdorf                   | Kurt Heinrich Ernst Graf von Einsiedel durch seinen bevollmächtigten Neffen Johann Georg Graf von Einsiedel              |             |
| Besitzer der Herrschaft Wildenfels                           | Friedrich Magnus Graf zu Solms-Wildenfels, ab dem 3. Januar 1878 vertreten durch seinen Bevollmächtigten Hugo von Schütz |             |
| Vertreter der vier Schönburgischen Lehnsherrschaften         | Heinrich Graf von Schönburg-Glauchau                                                                                     |             |
| Bevollmächtigter der fünf Schönburgischen Rezessherrschaften | Feodor von Schönberg |             |
| Vertreter der Universität Leipzig                            | Johannes Adolf Overbeck                                                                                                  |             |

### Vertreter der Geistlichkeit
| Amt                                  | Abgeordneter               | Bemerkungen |
| ------------------------------------ | -------------------------- | ----------- |
| Evangelischer Oberhofprediger        | Ernst Volkmar Kohlschütter |             |
| Dekan des Domstifts zu Bautzen       | Franz Bernert              |             |
| Superintendent zu Leipzig            | Gotthard Victor Lechler    |             |
| Vertreter des Kollegiatstifts Wurzen | Hennig Albert von Stammer  |             |
| Vertreter des Hochstifts Meißen      | Gustav von Watzdorf        |             |

### Auf Lebenszeit gewählte Abgeordnete der Rittergutsbesitzer
| Wahlbezirk            | Abgeordneter                                                                   | Bemerkungen |
| --------------------- | ------------------------------------------------------------------------------ | ----------- |
| Meißner Kreis         | Rudolf Karl Freiherr von Finck                                                 |             |
| Meißner Kreis         | Victor Wilhelm Freiherr von Ferber                                             |             |
| Meißner Kreis         | Karl Christian Arthur Freiherr Dathe von Burgk                                 |             |
| Erzgebirgischer Kreis | William Kraft                                                                  | † 1878      |
| Erzgebirgischer Kreis | Hans Eberhard von Schönberg                                                    |             |
| Oberlausitz           | Franz Guido Hempel                                                             |             |
| Oberlausitz           | Karl Boremäus August Andreas Michael Herrmann Clemens Graf von Schall-Riaucour |             |
| Oberlausitz           | Benno Karl Rudolf von Watzdorf                                                 |             |
| Leipziger Kreis       | Otto von Böhlau                                                                |             |
| Leipziger Kreis       | Alexis Peltz                                                                   |             |
| Vogtländischer Kreis  | Karl von Metzsch                                                               |             |
| Vogtländischer Kreis  | Wilhelm Otto Seiler                                                            |             |

### Rittergutsbesitzer durch Königliche Ernennung
- Heinrich Otto von Erdmannsdorf
- Gustav von König
- Hans Dietrich Konrad von Trützschler
- Ludwig Eduard Victor von Zehmen
- Bernhard Edler von der Planitz
- Richard Graf von Könneritz
- Friedrich Emil Robert Meinhold
- Karl Kaspar Graf von Rex
- Theodor Graf zur Lippe-Biesterfeld-Weißenfeld
- Otto Ludwig Christof von Schönberg

### Magistratspersonen
| Wahlbezirk | Abgeordneter                                        | Bemerkungen |
| ---------- | --------------------------------------------------- | ----------- |
| Dresden    | Paul Alfred Stübel, Oberbürgermeister               |             |
| Leipzig    | Otto Robert Georgi, Oberbürgermeister               |             |
| Glauchau   | Arwed August Maximilian Martini, Bürgermeister      |             |
| Freiberg   | August Friedrich Clauß, Bürgermeister               |             |
| Grimma     | Ernst Ludwig Hennig, Bürgermeister                  | † 1878      |
| Meißen     | Karl Richard Hirschberg, Bürgermeister              |             |
| Bautzen    | Conrad Eduard Löhr, Bürgermeister                   |             |
| Chemnitz   | Heinrich Friedrich Wilhelm André, Oberbürgermeister |             |

### Vom König nach freier Wahl ernannte Mitglieder
- Ernst Rülke
- Edmund Becker († 4. November 1877)
- Konrad Sickel
- Johann Paul Freiherr von Falkenstein
- Friedrich Robert von Criegern
- Bernhard Freiherr von Tauchnitz (Mandatsantritt am 7. Dezember 1877)

## Zusammensetzung der II. Kammer

### Präsidium
- Präsident: Daniel Ferdinand Ludwig Haberkorn
- 1. Vizepräsident: Lothar Ottokar Wilhelm Streit
- 2. Vizepräsident: Julius Pfeiffer
- 1. Sekretär: Emil Hugo Karl Böhme
- stellvertretender 1. Sekretär: Franz Moritz Kirbach
- 2. Sekretär: Gustav Richter
- stellvertretender 2. Sekretär: Robert Körner

### Städtische Wahlbezirke
| Wahlbezirk | Abgeordneter                      | Partei / politische Ausrichtung       | Bemerkungen                                                                                     |
| ---------- | --------------------------------- | ------------------------------------- | ----------------------------------------------------------------------------------------------- |
| Dresden 1  | Georg Ludwig August Walter        | DFP                                   |                                                                                                 |
| Dresden 2  | Moritz Heger                      | Konservativer Landesverein in Sachsen |                                                                                                 |
| Dresden 3  | Karl Friedrich Emil Bönisch       | DFP                                   |                                                                                                 |
| Dresden 4  | Hugo Käuffer                      | Konservativer Landesverein in Sachsen |                                                                                                 |
| Dresden 5  | Emil Lehmann                      | DFP                                   |                                                                                                 |
| Leipzig 1  | Wilhelm Häckel                    | Liberal                               |                                                                                                 |
| Leipzig 2  | Eduard Stephani                   | NLP                                   |                                                                                                 |
| Leipzig 3  | Karl Gotthold Krause              | NLP                                   |                                                                                                 |
| Chemnitz 1 | Franz Guido Zeuner                | NLP                                   | Nachwahl nach krankheitsbedingter Mandatsniederlegung Eduard Beyers am 6. Januar 1876           |
| Chemnitz 2 | Karl Roth                         | NLP                                   |                                                                                                 |
| Zwickau    | Lothar Ottokar Wilhelm Streit     | DFP                                   |                                                                                                 |
| 1          | Daniel Ferdinand Ludwig Haberkorn | Konservativer Landesverein in Sachsen |                                                                                                 |
| 2          | Heinrich Hildebrand               | Konservativer Landesverein in Sachsen |                                                                                                 |
| 3          | Wilhelm Michael Schaffrath        | DFP                                   |                                                                                                 |
| 4          | Hermann Friedrich Theodor Schreck | DFP                                   |                                                                                                 |
| 5          | Karl Gustav Ackermann             | Konservativer Landesverein in Sachsen |                                                                                                 |
| 6          | Theodor Heinrich Ottomar Blüher   | DFP                                   |                                                                                                 |
| 7          | Heinrich Richard Scheller         | NLP                                   |                                                                                                 |
| 8          | August Ernst Magnus Meischner     | DFP                                   |                                                                                                 |
| 9          | Friedrich Wilhelm Prüfer          | Konservativer Landesverein in Sachsen |                                                                                                 |
| 10         | Clemens Schieck                   | NLP                                   |                                                                                                 |
| 11         | Julius Lasse                      | NLP                                   | Nachwahl nach der beruflich bedingten Mandatsniederlegung Richard Ludwigs am 17. September 1877 |
| 12         | Friedrich Arthur Eysoldt          | DFP                                   |                                                                                                 |
| 13         | Wilhelm Kreßner                   | Konservativer Landesverein in Sachsen |                                                                                                 |
| 14         | August Gottwerth Penzig           | NLP                                   |                                                                                                 |
| 15         | Karl Friedrich Ferdinand Uhle     | Liberal                               |                                                                                                 |
| 16         | Otto Ullrich                      | NLP                                   |                                                                                                 |
| 17         | Heinrich Eduard Minckwitz         | DFP                                   |                                                                                                 |
| 18         | Karl Wilhelm Stauß                | NLP                                   |                                                                                                 |
| 19         | Gottfried Ernst Richard Petri     | DFP                                   |                                                                                                 |
| 20         | Gustav Adolf Vodel                | Konservativer Landesverein in Sachsen | Nachwahl nach dem Tod von Carl Eduard Mannsfeld                                                 |
| 21         | Ferdinand Querner                 | Konservativer Landesverein in Sachsen |                                                                                                 |
| 22         | Robert Körner                     | NLP                                   |                                                                                                 |
| 23         | Franz Moritz Kirbach              | NLP                                   |                                                                                                 |
| 24         | Gustav Emil Leberecht Hartwig     | Konservativer Landesverein in Sachsen |                                                                                                 |

### Ländliche Wahlbezirke
| Wahlbezirk | Abgeordneter                              | Partei / politische Ausrichtung       | Bemerkungen           |
| ---------- | ----------------------------------------- | ------------------------------------- | --------------------- |
| 1          | Christian Gottlieb Riedel                 | DFP                                   |                       |
| 2          | Karl Gustav Fährmann                      | DFP                                   |                       |
| 3          | Julius Pfeiffer                           | NLP                                   |                       |
| 4          | Karl August Heinze                        | DFP                                   |                       |
| 5          | Andreas Strauch                           | Konservativer Landesverein in Sachsen | sorbisch Handrij Kerk |
| 6          | Karl Friedrich Matthes                    | Konservativer Landesverein in Sachsen |                       |
| 7          | Karl Bernhard Päßler                      | Konservativer Landesverein in Sachsen |                       |
| 8          | Friedrich Wilhelm Beeg                    | Konservativer Landesverein in Sachsen |                       |
| 9          | Gustav Philipp                            | DFP                                   |                       |
| 10         | Karl Gottlob Barth                        | Konservativer Landesverein in Sachsen |                       |
| 11         | Friedrich Wilhelm May                     | DFP                                   |                       |
| 12         | Ernst Schumann                            | Konservativer Landesverein in Sachsen |                       |
| 13         | Hans Alexander von Bosse                  | Konservativer Landesverein in Sachsen |                       |
| 14         | Richard von Oehlschlägel                  | Konservativer Landesverein in Sachsen |                       |
| 15         | Victor Hermann Leutritz                   | Konservativer Landesverein in Sachsen |                       |
| 16         | Robert Richard Grahl                      | DFP                                   |                       |
| 17         | Friedrich Wilhelm Oehmichen               | DFP                                   |                       |
| 18         | Karl Ernst Klopfer                        | Konservativer Landesverein in Sachsen |                       |
| 19         | Karl Heinrich Richter                     | Konservativer Landesverein in Sachsen |                       |
| 20         | Erdmann Theodor Günther                   | Konservativer Landesverein in Sachsen |                       |
| 21         | Traugott Otto Starke                      | Konservativer Landesverein in Sachsen |                       |
| 22         | Johann Nepomuk Köckert                    | Konservativer Landesverein in Sachsen |                       |
| 23         | Ernst Karl Erdmann Heine                  | DFP                                   |                       |
| 24         | Curt Moritz Starke                        | DFP                                   |                       |
| 25         | Heinrich Louis Schmidt                    | Konservativer Landesverein in Sachsen |                       |
| 26         | Magnus Guido Uhlemann                     | Konservativer Landesverein in Sachsen |                       |
| 27         | Gustav Richter                            | Konservativer Landesverein in Sachsen |                       |
| 28         | Karl Ernst Seydel                         | Konservativer Landesverein in Sachsen |                       |
| 29         | Georg Otto von Ehrenstein                 | Konservativer Landesverein in Sachsen |                       |
| 30         | Friedrich Wilhelm Winkler                 | NLP                                   |                       |
| 31         | Friedrich Ludwig Leuschner                | NLP                                   |                       |
| 32         | Louis Uhle                                | NLP                                   |                       |
| 33         | Karl Gottlob Heymann                      | Konservativer Landesverein in Sachsen |                       |
| 34         | Emil Hugo Karl Böhme                      | DFP                                   |                       |
| 35         | Karl Mehnert                              | Konservativer Landesverein in Sachsen |                       |
| 36         | Otto Emil Freytag                         | SPD                                   |                       |
| 37         | Carl Friedrich Werner                     | Konservativer Landesverein in Sachsen |                       |
| 38         | Bernhard Heinrich Wilhelm Philipp Grünler | Konservativer Landesverein in Sachsen |                       |
| 39         | Heinrich Bunde                            | Konservativer Landesverein in Sachsen |                       |
| 40         | Friedrich August Barth                    | Konservativer Landesverein in Sachsen |                       |
| 41         | Carl Bernhard Speck                       | Konservativer Landesverein in Sachsen |                       |
| 42         | Guido Breitfeld                           | Konservativer Landesverein in Sachsen |                       |
| 43         | Hermann Kramer                            | NLP                                   |                       |
| 44         | Emil Kreller                              | Konservativer Landesverein in Sachsen |                       |
| 45         | Carl Sieboth                              | DFP                                   |                       |